# Ignacy Bieniek
Ignacy Bieniek (ur. 14 maja 1925 w Bystrej Krakowskiej, zm. 17 stycznia 1993 we Wrocławiu) – polski malarz, rzeźbiarz, rysownik, projektant sztuki użytkowej.

## Życiorys
W latach 1946–1952 odbył studia na Akademii Sztuk Pięknych w Krakowie pod kierunkiem profesorów: Zbigniewa Pronaszki, Jerzego Fedkowicza, Zbigniewa Radnickiego, Henryka Gotliba, dyplom uzyskał w 1952 roku. Był współzałożycielem działającej w latach 1960–1993 grupy plastycznej Beskid, której członkami byli również Jan Grabowski, Kazimierz Kopczyński, Michał Kwaśny, Jan Zipper, Zenobiusz Zwolski. W latach 1952–1954 pracował jako konserwator w warszawskiej Pracowni Konserwacji Zabytków, odkrył i zakonserwował polichromie renesansowe w kościele św. Stanisława w Boguszycach. W latach 1954–1960 współorganizował Związek Polskich Artystów Plastyków w Zielonej Górze. W latach 1960–1967 był plastykiem w Zakładach Przemysłu Wełnianego „Welux” w Bielsku-Białej.
Został pochowany na Cmentarzu Świętej Rodziny we Wrocławiu.

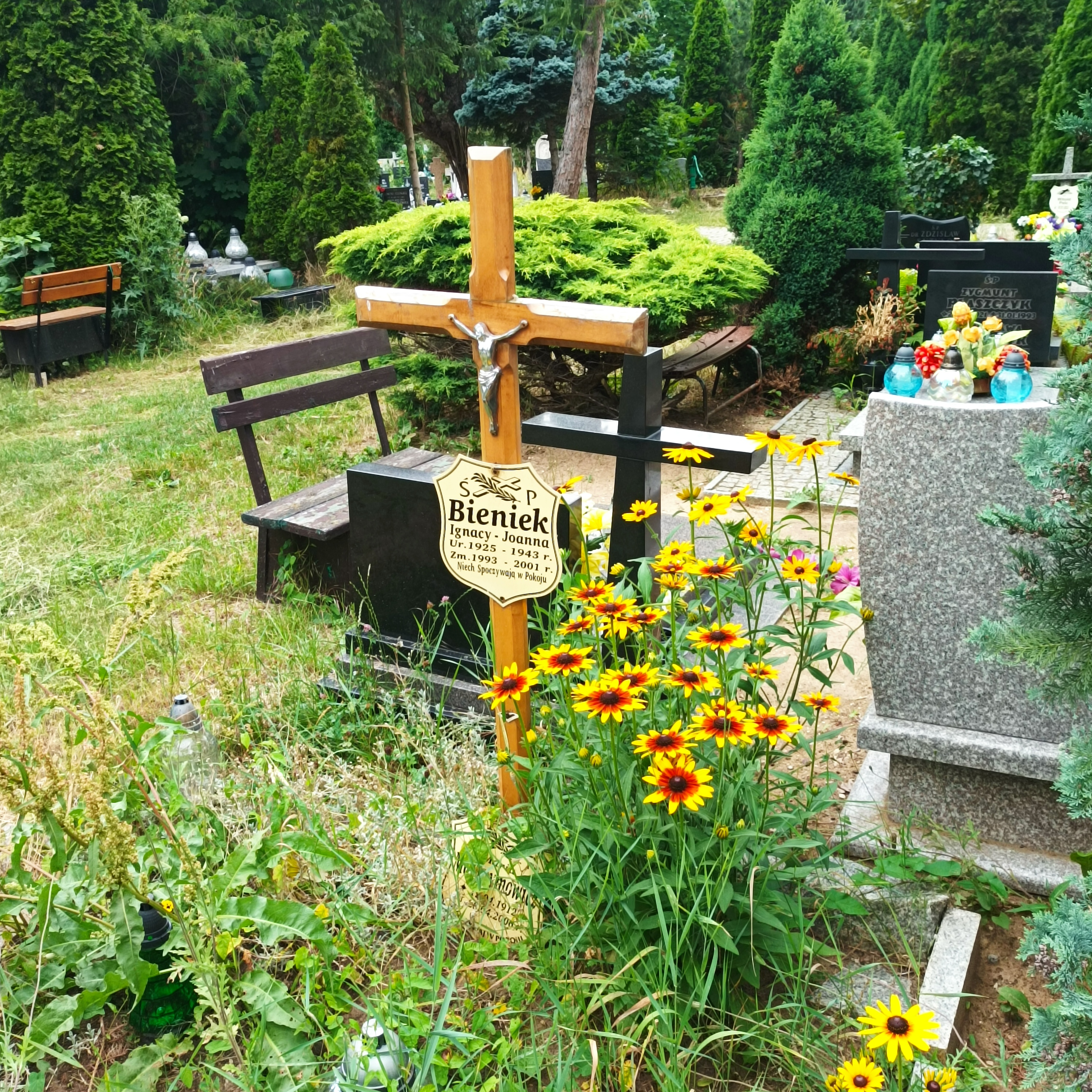
Grób Ignacego Bieńka na Cmentarzu Świętej Rodziny

## Nagrody
- wyróżnienie na Międzynarodowej Wystawie Malarstwa na Festiwalu Młodzieży w Berlinie (1951)[1]
- nagrody w konkursach Związku Polskich Artystów Plastyków (Bielsko-Biała) na najlepszą grafikę miesiąca (1962–1964)[1]
- Nagroda Kulturalna Ziemi Lubuskiej (1957)[1]
- nagroda Centralnej Rady Związków Zawodowych za upowszechnianie plastyki (1970)[1]

## Odznaczenia
- Srebrny Krzyż Zasługi (1957)[1]
- Odznaka Zasłużonego Działacza Towarzystwa Rozwoju Ziem Zachodnich (1965)[1]
- Srebrna Odznaka Zasłużonego w Rozwoju Województwa Katowickiego (1966)[1]
- Złota Odznaka Zasłużonego w Rozwoju Województwa Katowickiego (1967)[1]
- Złoty Krzyż Zasługi (1968)[1]
- Odznaka Zasłużonego dla Zakładów Przemysłu Wełnianego „Welux” (1970)[1]
- Krzyż Kawalerski Orderu Odrodzenia Polski[3]

## Twórczość
Uprawiał malarstwo sztalugowe, rzeźbił w drewnie, tworzył mozaiki. W dużej części jego twórczość związana była z regionem Podbeskidzia, odnosiła się do kultury ludowej tych terenów. Prace Ignacego Bieńka prezentowane były na wielu wystawach w Polsce i za granicą. Jego prace znajdują się np. w zbiorach muzeów w Bielsku-Białej i Nysie.
Wybrane dzieła:
- mozaika „1000-lecie Państwa Polskiego” o powierzchni około 500 m²[3], przy ul. Leszczyńskiej w Bielsku-Białej[3] (powstała w latach 1966–1968)[1], zniszczona w 2000 roku[3]
- mozaika na murze dziewiarni „Weluksu” przy ul. Partyzantów w Bielsku-Białej (powstała na przełomie lat 70. i 80. XX wieku[3])
- opracowanie kolorystyki i modernizacja wnętrz Zakładów Przemysłu Wełnianego „Welux” w Bielsku-Białej[1]